# Emslie Horniman's Pleasance

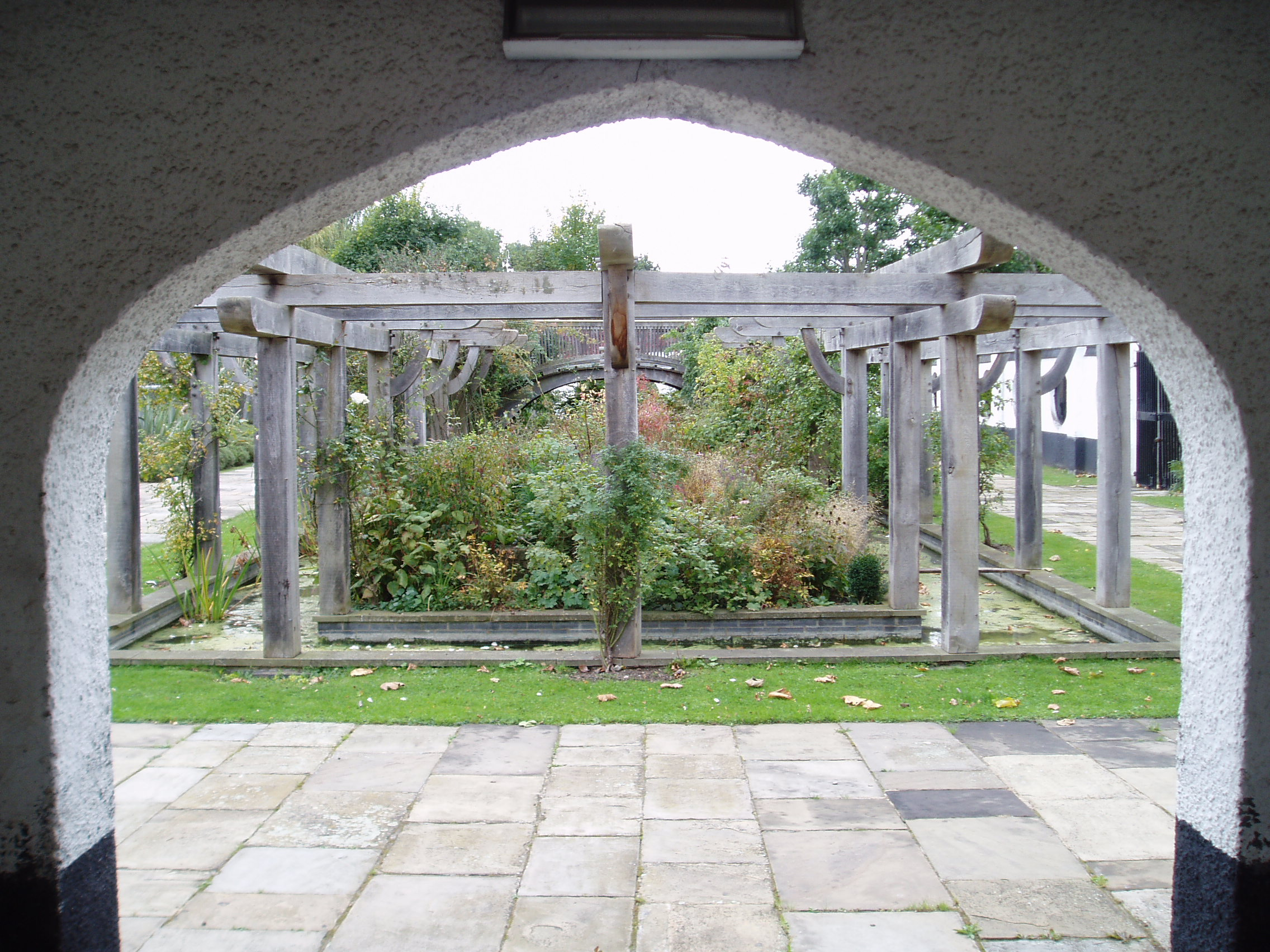
Vista del parque

Emslie Horniman's Pleasance es un jardín londinense en Bosworth Road, en Kensal Green, Kensington y Chelsea llamado así por el político Emslie Horniman, quien lo creó y abrió en 1914.
Desde él suele partir el Notting Hill Carnival. Su diseño en estilo Arts and Crafts  se debe a C.F.A. Voysey.
El parque tiene pistas de tenis, campo de fútbol y área infantil.